# Гандрабурівська сільська рада
Гандрабу́рівська сільська́ ра́да — колишня адміністративно-територіальна одиниця та орган місцевого самоврядування в Ананьївському районі Одеської області. Адміністративний центр — село Гандрабури.

## Загальні відомості
Гандрабурівська сільська рада утворена в 1924 році.
- Територія ради: 101,34 км²
- Населення ради: 2 744 особи (станом на 2001 рік)
- Територією ради протікає річка Тилігул

## Населені пункти
Сільській раді були підпорядковані населені пункти:
- с. Гандрабури

## Населення
Згідно з переписом 1989 року населення сільської ради становило 3372 особи, з яких 1473 чоловіки та 1899 жінок.
За переписом населення 2001 року в сільській раді мешкала 2741 особа.

### Мова
Розподіл населення за рідною мовою за даними перепису 2001 року:
| Мова       | Відсоток |
| ---------- | -------- |
| молдовська | 94,02 %  |
| українська | 3,28 %   |
| російська  | 2,62 %   |

## Склад ради
Рада складалася з 16 депутатів та голови.
- Голова ради: Мазуренко Павло Якович
- Секретар ради: Улєр Людмила Леонтіївна

### Керівний склад попередніх скликань
| Прізвище, ім'я, по батькові | Основні відомості                                                                       | Дата обрання | Дата звільнення |
| --------------------------- | --------------------------------------------------------------------------------------- | ------------ | --------------- |
| Мазуренко Павло Якович      | Сільський голова, 1968 року народження, освіта середня спеціальна, член Народної партії | 26.03.2006   | 31.10.2010      |
| Мазуренко Павло Якович      | Сільський голова, 1968 року народження, освіта середня спеціальна, член Партії регіонів | 31.10.2010   |                 |

Примітка: таблиця складена за даними сайту Верховної Ради України

### Депутати
За результатами місцевих виборів 2010 року депутатами ради стали:

#### За суб'єктами висування
| Суб'єкт висування                                       | Кількість обраних депутатів | %    |
| ------------------------------------------------------- | --------------------------- | ---- |
| Самовисування                                           | 14                          | 87,5 |
| Політична партія Всеукраїнське об'єднання «Батьківщина» | 2                           | 12,5 |

#### За округами
| № округу                                                | Прізвище, ім'я, по батькові   | Дата визнання обраним | Освіта             | Партійна приналежність                        | Відомості про обраного депутата |
| ------------------------------------------------------- | ----------------------------- | --------------------- | ------------------ | --------------------------------------------- | ------------------------------- |
| Політична партія Всеукраїнське об'єднання «Батьківщина» |                               |                       |                    |                                               |                                 |
| 9                                                       | Халін Іван Дмитрович          | 03.11.2010            | середня            | член Всеукраїнського об'єднання «Батьківщина» | пенсіонер                       |
| 11                                                      | Ткач Марія Андріївна          | 03.11.2010            | середня            | позапартійна                                  | пенсіонер                       |
| Самовисування                                           |                               |                       |                    |                                               |                                 |
| 1                                                       | Шевченко Тетяна Федорівна     | 03.11.2010            | середня спеціальна | позапартійна                                  | сільська бібліотека             |
| 2                                                       | Титуренко Людмила Анатоліївна | 03.11.2010            | середня спеціальна | позапартійна                                  | загальноосвітня школа № 2       |
| 3                                                       | Рибалка Петро Іванович        | 03.11.2010            | вища               | позапартійний                                 | загальноосвітня школа № 1       |
| 4                                                       | Андреєв Іван Васильович       | 03.11.2010            | середня            | позапартійний                                 | сільська рада                   |
| 5                                                       | Юраш Іван Григорович          | 03.11.2010            | вища               | позапартійний                                 | загальноосвітня школа № 2       |
| 6                                                       | Чечуй Світлана Вікторівна     | 03.11.2010            | вища               | позапартійна                                  | загальноосвітня школа № 1       |
| 7                                                       | Допіра Лариса Олександрівна   | 03.11.2010            | середня спеціальна | позапартійна                                  | сільська рада                   |
| 8                                                       | Улєр Людмила Леонтіївна       | 03.11.2010            | середня спеціальна | позапартійна                                  | сільська рада                   |
| 10                                                      | Бунеску Інна Леонідівна       | 03.11.2010            | середня спеціальна | позапартійна                                  | амбулаторія                     |
| 12                                                      | Барбінягра Микола Іванович    | 03.11.2010            | середня спеціальна | позапартійний                                 | пенсіонер                       |
| 13                                                      | Кресюн Людмила Олексіївна     | 03.11.2010            | середня спеціальна | позапартійна                                  | сільська рада                   |
| 14                                                      | Колесниченко Оксана Павлівна  | 03.11.2010            | вища               | позапартійна                                  | загальноосвітня школа № 2       |
| 15                                                      | Барбінягра Петро Васильович   | 03.11.2010            | середня спеціальна | позапартійний                                 | Ананьївське лісове господарство |
| 16                                                      | Моспан Галина Володимирівна   | 03.11.2010            | середня спеціальна | позапартійна                                  | сільська рада                   |